# Ilhas Schouten (Papua-Nova Guiné)
Nota:Se procura o arquipélago homónimo na Indonésia, veja Ilhas Schouten

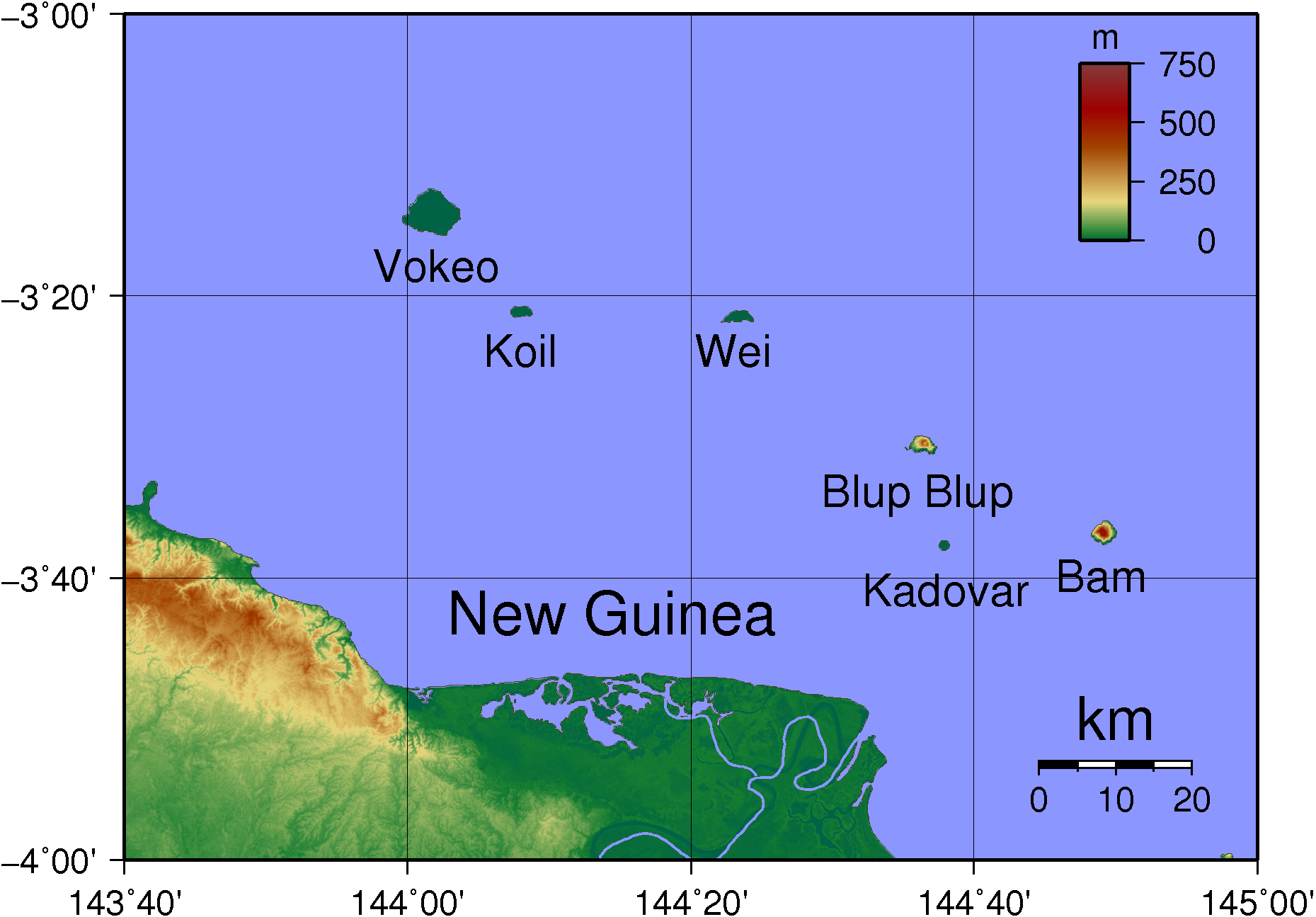
Ilhas Schouten na Papua-Nova Guiné.

As ilhas Schouten são um grupo de seis pequenas ilhas vulcânicas na província de East Sepik na Papua-Nova Guiné, a norte da ilha da Nova Guiné. O arquipélago também é chamado ilhas Schouten Orientais ou ilhas Le Maire para o distinguir das ilhas Schouten na Indonésia, que também ficam perto da ilha da Nova Guiné. No total o arquipélago tem cerca de 50 km² de área.
As ilhas Schouten são as seguintes:
- Bam, um vulcão ativo, cuja última erupção foi em 1960.
- Blup Blup, vulcão.
- Kadovar, vulcão – possível erupção (não confirmada) por volta de 1700.
- Koil
- Vokeo
- Wei